# Listă de medicamente

## Antiseptice
- Povidon iodinat

## Medicamente pentru tratamentul afecțiunilor articulare
- Glucozamină

- Preparate topice pentru algii articulare și musculare

## Vezi și
- Sistem de clasificare anatomică, terapeutică și chimică a medicamentelor
- Glosar de biochimie